# Le Thoult-Trosnay
Le Thoult-Trosnay är en kommun i departementet Marne i regionen Grand Est (tidigare regionen Champagne-Ardenne) i nordöstra Frankrike. Kommunen ligger i kantonen Montmirail som tillhör arrondissementet Épernay. År 2022 hade Le Thoult-Trosnay 105 invånare.

## Befolkningsutveckling
Antalet invånare i kommunen Le Thoult-Trosnay
| Referens: INSEE |